# Old Offenders
Old Offenders é um filme norte-americano de 1915, do gênero drama, dirigido por Anthony O'Sullivan e estrelado por Harry Carey.

## Elenco
- Harry Carey
- Claire McDowell
- Anthony O'Sullivan
- Charles West - (como Charles H. West)